# Cyanotis villosa
Cyanotis villosa är en himmelsblomsväxtart som först beskrevs av Spreng., och fick sitt nu gällande namn av Schult. och Julius Hermann Schultes. Cyanotis villosa ingår i släktet Cyanotis och familjen himmelsblomsväxter. Inga underarter finns listade.